# Las dos caras de Ana
Las Dos Caras de Ana (română Cele două fețe ale Anei) a fost o telenovelă Televisa, protagoniștii săi au fost Ana Layevska, Rafael Amaya și Alexa Damian.

## Poveste
Ana Escudero (Ana Layevska) este o tânără care locuiește în Miami împreună cu mama ei, Julia (Socorro Bonilla) și cu fratele său Fabian (Mike Biaggio). Visul ei cel mai mare este să devină actriță, și, deși este foarte talentată, nu are resursele economice necesare pentru a studia actoria.Ana are grija de doamna Graciela Salgado(Maria Rubio),o vaduva bogata cu doua nepoate care ii dau numai probleme.Doamna Graciela o iubeste foarte mult pe Ana si ii face rost de o auditie la o importanta scoala de arte.Acolo Ana il cunoaste pe Gustavo Galvan (Rafael Amaya),un tanar chipes si plin de energie care impartaseste cu Ana visul de a fi actor. Fratele Anei, Fabian, care este un tanar sanatos si atletic sufera un teribil accident si este lovit cu masina de Ignacio(Mauricio Aspe), un tanar fara scrupule, fiul cel mare al milionarului Humberto Bustamante(Leonardo Daniel). Ignacio refuza sa opreasca masina pentru a-l ajuta pe Fabian,ignorand  insistentele fratelui sau,Vicente(Francisco Rubio). Cu mita, Humberto reuseste ca fii sai sa fie eliberati de orice vina, refuzand sa il ajute pe Fabian care ramane paralitic. Intr-un moment de disperare, Ana si Julia recurg la un canal de televiziune. De frica sa ajunga la inchisoare si innebunit din cauza drogurilor,Ignacio da foc casei Anei crezand ca ea se afla inauntru cu mama ei. Dar de fapt cea care moare in incendiu este Marcia, iubita lui Fabian. Temandu-se pentru viata Anei,doamna Graciela decide sa o ajute sa se ascunda si o trimite la New York,in timp ce Marcia este ingropata cu numele Ana Escudero.Pentru toata lumea Ana este moarta.
In tot acest timp Gustavo nu a putut sa nu se gandeasca la fata pe care a cunsocut-o in ziua auditiilor.Gustavo este un tanar bogat si studiaza actoria impotriva vointei tatalui sau,care il da afara din casa si ii blocheaza orice sansa de a munci.Gustavo isi gaseste o slujba de gradinar si asa o cunoaste pe Irene(Alexa Damian),nepoata doamnei Graciela,care este interesata de el in ciuda faptului ca este amanta unui traficant de droguri care i-a oferit o casa si o afacere.Irene are un capriciu pentru Gustavo mai ales cand afla ca este fiul unui milionar.Irene ia legatura cu tatal lui Gustavo si ii ofera ajutorul pentru a-l face pe Gustavo sa renunte la actorie. 
Trec doi ani si Fabian moare din cauza unui infarct.Ana se intoarce in Miami si se reintalneste cu Gustavo,el absolvind deja actoria,care inca nu a avut vreo sansa de a obtine un rol datorita intrigilor lui Irene si tatalui sau.Gustavo isi da seama ca nu a putut sa o uite pe Ana si termina relatia cu Irene,care jura ca va fi al ei cu orice pret.In putin timp intre Gustavo si Ana se naste o iubire adevarata.
Dar Ana a jurat sa isi razbune familia, si fara ca Gustavo sa afle, si cu ajutorul doamnei Graciela adopta o noua personalitate foarte diferita de cea a ei:Marcia Lazcano,o femeie sofisticata,rece si calculata,care apare in viata familiei Bustamante,facand ca tatal si cei doi fii sa se indragosteasca de ea si semanand discordie intre ei,decisa sa ii distruga.
Ana,ignora faptul ca intrigile lui Irene de a-i urmari fiecare pas si ca razbunarea ei poate sa  faca sa il piarda pe Gustavo,pentru ca "Gustavo Galvan"este numele artistic al lui Rafael Bustamante,celalt fiu al lui Humberto Bustamante.
```
 Distributie:
   * Ana Layevska : Ana Escudero Vivanco / Marcia Lazcano
   * Rafael Amaya: Rafael Bustamante / Gustavo Galván
   * Mauricio Aspe: Ignacio Bustamante
   * Alexa Damián: Irene Alcaraz
   * Leonardo Daniel: Don Humberto Bustamante
   * Jorge Aravena: Santiago Figueroa
   * María Rubio: Doña Graciela Salgado
   * Francisco Rubio: Vicente Bustamante
   * Alexandra Graña: Tina Bonilla
   * Héctor Sáez: Don Dionisio Jiménez
   * Raquel Morell: Rebeca
   * Toño Mauri: Adrián Ponce
   * Allison Lozz: Paulina Gardel Durán
   * Socorro Bonilla: Doña Julia Vivanco Vda. de Escudero
   * Miguel Ángel Biaggio: Fabián Escudero Vivanco
   * María Fernanda García: Cristina Durán de Gardel
   * Graciela Bernardos: Aurora Sarmiento
   * Carlos Garin : Productor de television
   * Susana Diazayas: Sofía Ortega
   * Mariana Huerdo: Claudia Alcaraz
   * William Colmenares : Otto Cotrina
   * Julián Legaspi: Javier Gardel
   * Ismael La Rosa: Eric Guerra
   * Liliana Rodríguez: Catalina "Kathy" Magaña
   * Melvin Cabrera: Leonardo "Leo" Jiménez
   * Eduardo Rivera: Marcos
   * Hannah Zea: Vania Avendaño
   * Ivelín Giro: Natalia Gallardo
   * Héctor Ortega : Leopoldo Ribadavia "Don Polo"
   * Kathy Serrano : Elisa
   * Joel Sotolongo : Antonio
   * Juan Vidal: Cristóbal Acosta
   * Celia Paulina: Kelly
   * Valentina Bove: Laura
```

1. ↑   http://live.dbpedia.org/resource/Las_dos_caras_de_Ana, accesat în 19 aprilie 2020 Lipsește sau este vid: |title= (ajutor)
2. ↑   http://dbpedia.org/resource/Las_dos_caras_de_Ana, accesat în 19 aprilie 2020 Lipsește sau este vid: |title= (ajutor)